# Armorial de Gelre

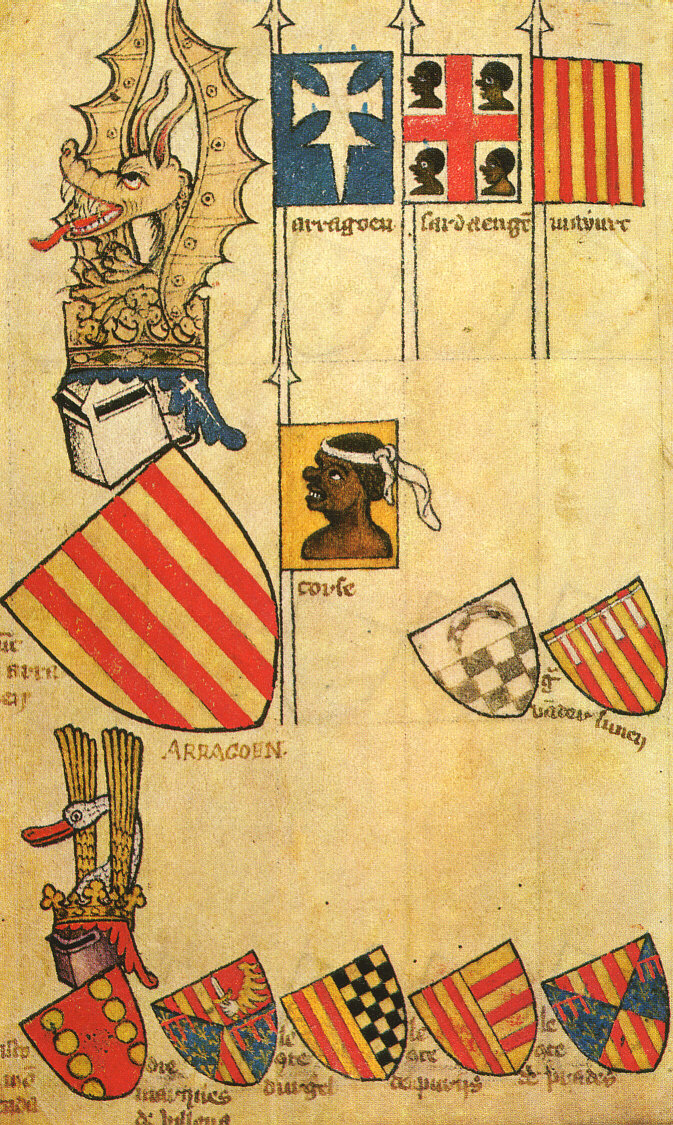
foli 62r de l'Armorial de Gelre

L'Armorial de Gelre (neerlandès: Wapenboek Guelders) és un armorial neerlandès escrit entre el 1370 i el 1414. La majoria d'historiadors n'atribueixen l'autoria a l'herald Claes Heinenszoon. El llibre mostra uns 1.700 escuts d'armes de tot Europa a color. Actualment està dipositat a la Reial Biblioteca de Bèlgica.
El llibre resulta d'important rellevància com a font històrica, perquè per exemple a Dinamarca s'emprà per determinar els colors de la Bandera de Dinamarca a partir dels colors que atorgava l'armorial als Dannebrog.

## Obres d'heràldica relacionades amb l'Armorial de Gelre
Per poder comparar-la amb les obres més importants sobre el tema. A continuació hi ha alguns dels tractats més coneguts, disposats en forma cronològica i amb les corresponents referències de consulta.
- 1374. Armorial de Gelre
- 1566. Le imprese illustri con espositioni, et discorsi. Girolamo Ruscelli.[1]
  - A la pàgina 441 de l'obra anterior hi ha la Divisa (heràldica) de Gonzalo Pérez.

- 1600. Origines Des Chevaliers, Armoiries, Et Heravx. Claude Fauchet.[2]
- 1620. Tractat d'Armoria , de Jaume Ramon Vila
- 1638. Tesserae gentilitiae a Siluestro Petra Sancta Romano Societatis Iesu ex legibus Fecialium. Silvestro Pietrasanta.[3]
- 1725. Ciencia heroyca reducida a las leyes heraldicas del blason. José de Avilés e Iturbide.[4]
- 1753. Adarga Catalana, arte heráldica y prácticas reglas del blasón. Francisco Xavier de Garma Duran.[5]
- 1856. Tratado completo de la ciencia del blasón. Modesto Costa y Turell.[6]